# بيلا كاتزيرز
بيلا كاتزيرز، لاعب كرة قدم من المجر في منتخب المجر لكرة القدم، ولد في 27 نيسان عام 1953.

## مسيرته
بدأ مسيرته في نادي بيتشي مونكاش ‏ في الدرجة الأولى في البطولة الوطنية المجرية، حيث لعب في 10 مواسم. عام 1983، انضم إلى نادي سبورتينغ لشبونة في الدوري البرتغالي الممتاز، لِيحلّ محلَّ اللاعب الدولي المجري المغادر فيرينيك مساروس. بقي في النادي لثلاثة مواسم قبل رجوعه إلى المَجر.
قدم كاتسيرز عدة مباريات مع منتخب المجر الوطني لكرة القدم، بما في ذلك ثلاث مباريات تصفيات كأس العالم 1982 بالإضافة إلى مباريات بطولة أمم أوروبا 1984 وبطولة أمم أوروبا 1980 التأهيلية. كان ضمن فريق المجر في نهائيات كأس العالم 1982، لكنه كان في الفريق الاحتياطي ولم يشارك في المبارايات.

## حياته الشخصية
ابنه دافيد كاتزيرز هو لاعب كرة يد محترف.

## وصلات خارجية
- بيلا كاتزيرز على فرق كرة القدم الوطنية.كوم